# The Mahones
The Mahones est un groupe de punk irlandais canadien, originaire de Kingston, en Ontario. Il est formé le jour de la Saint-Patrick en 1990, et largement perçu comme étant les pionniers de la scène punk irlandaise, ayant débuté plusieurs années avant les autres groupes de punk irlandais modernes. En date, les Mahones comptent onze albums studio.

## Biographie

### Débuts
Finny McConnell originaire de Dublin, en Irlande, décide de créer The Mahones en tant que groupe unique pour la fête de la Saint-Patrick. Encouragé par un accueil positif, McConnell et Whelan décident de poursuivre le groupe à temps plein. La famille de McConnell a déménagé vers Kinsgton, Canada, lorsqu'il était encore tout petit. Il a étudié à Victoria Public School and Kingston Collegiate and Vocational Institute. Entre 1983 et 1984, il monte un groupe nommé The Filters. En 1985, après le lycée, McConnell est parti à Londres afin d'apprendre la musique pour suivre la trace de ses héros tels les Clash ou les Clancy Brothers and Tommy Makem. Il revient à Kinsgton en 1990, où il fonda donc, le 17 mars avec Dom Whelan, au pub Le Toucan, un groupe éphémère appelé The Mahones.
Les chansons des Mahones sont apparues dans plusieurs films majeurs. Leur chanson Paint the Town Red est présentée dans la scène de combat finale de The Fighter, mettant en vedette Mark Wahlberg, Christian Bale et Amy Adams. Le film remportera deux Oscars et plusieurs Golden Globes,. Les Mahones coécrit et enregistre également la chanson-titre pour le film hollywoodien À la gloire des Celtics, avec Damon Wayans et Dan Aykroyd. Leur chanson 100 Bucks est également en vedette dans le film Dog Park, avec Natasha Henstridge et Luke Wilson. La chanson A Little Bit of Love apparait dans le nouveau film Ecstasy, basé du livre homonyme d'Irvine Welsh, acclamé par la critique.
Dans leur longue existence, les Mahones partagent la scène, et fait le tour du monde avec des groupes comme The Dubliners, Van Morrison, Dropkick Murphys, The Damned, Stiff Little Fingers, The Band, Shane MacGowan et The Popes, UK Subs, Flogging Molly, Sinéad O'Connor, Buzzcocks, Billy Bragg, Sick of It All, The Defects, Agnostic Front, DOA, Against Me!, The Tragically Hip, Suicidal Tendencies, The Prodigy, Gwar, Skunk Anansie, Tricky, Blue Rodeo, Steve Earle, The Alarm, Street Dogs, Roger Miret and the Disasters ou encore Christy Moore. 
En 1999, le bassiste Joe Chithalen est mort à Amsterdam, aux Pays-Bas, peu après un concert. Il avait accidentellement ingéré des aliments contenant des arachides, à laquelle il était allergique. Le Joe's M.I.L.L. est établi à Kingston peu après par Wally High. Les Mahones donnent des concerts de collecte de fonds pour le Joe's M.I.L.L.

### Années 2000 et 2010
Scruffy Wallace des Dropkick Murphys rejoint les Mahones sur scène pour quelques concerts comme joueur de tin whistle, à Toronto et à Montréal, lors d'une récente tournée canadienne. Les influences citées du groupe sont The Clash, The Pogues, The Who, The Waterboys et Husker Du. La composition du groupe changera plusieurs fois, avec McConnell et Whelan comme membres constants. Les membres des Pogues Terry Woods et Phil Chevron rejoignent le groupe en tournée en 2003.
En 2007, Katie « Kaboom » McConnell son épouse prend le poste d'accordéoniste.
Leur album The Black Irish, publié à la fin 2009, est acclamé par la critique, Greg Keelor de Blue Rodeo, Jake Burns de Stiff Little Fingers et Ken Casey de Dropkick Murphys apportent leur contribution sur cet album. En 2010, The Mahones lance leur propre label, Whiskey Devil Records, et signent un contrat de distribution avec eOne Music. En 2012, l'album des Mahones, The Black Irish, remporte l'Independent Music Award du meilleur album punk, et Angels and Devils remporte le prix de l'album Paddy Rock Radio de l'année, et le prix de l'album de l'année par Vandala Concepts. En 2014, The Mahones sont nommés meilleur groupe punk aux Sirius XM Indie Awards.
En 2016, Scruffy Wallace se joint à la cornemuse. Wallace quitte les Dropkick Murphys après 12 ans de service. Cette même année, Guillaume Lauzon se joint au groupe à la batterie.

## Membres

### Membres actuels
- Finny McConnell - chant, guitare, parolier, mandoline.
- Dom « The Bomb » Whelan - batterie, chœurs
- Katie « Kaboom » McConnell - accordéon, chœurs
- Sean Winter - Banjo, mandoline, harmonica, chœurs
- Eryk « Chainsaw » Chamberland - basse, chœurs

### Anciens membres
- « The » Barry Williams
- Andrew Brown
- Mauro Sepe
- Owen Warnica
- David Allen
- Kevan Williams
- Michael O'Grady
- Miranda Mulholland
- Ger O'Sullivan
- Chris Ward
- Chris Scahill
- Chris Smirnios
- Ayron Mortley
- Ewen McIntosh
- Barry Williams
- Joe Chithalen
- Paddy Concannon

## Discographie

### Albums studio
- 1992 : Clear the Way
- 1994 : Draggin' the Days
- 1996 : Rise Again
- 2001 : Here Comes Lucky
- 2006 : Take No Prisoners
- 2010 : The Black Irish
- 2012 : Angels and Devils
- 2014 : The Hunger and The Fight

### Albums live
- 1999 :  The Hellfire Club Sessions
- 2003 : Live at the Horseshoe
- 2014 : Live in Italy

### Compilations
- 2003 : Paint the Town Red
- 2008 : Irish Punk Collection
- 2010 : Whiskey Devils - A Tribute to the Mahones

### Singles
- 1996 : 100 Bucks
- 1997 : Rise Again
- 1999 : When It Comes Around
- 1999 : This Old Town
- 2001 : One Last Shot
- 2006 : A Little Bit of Love
- 2010 : Give It All Ya Got
- 2011 : A Great Night on the Lash

### Collaborations
- Johnny Fay and Gord Sinclair (The Tragically Hip) (co-produit et jouent sur l'album The Hellfire Club Sessions)
- Scruffy Wallace (Dropkick Murphy's) (sur l'album Take No Prisonners)
- Ian D'Sa (Billy Talent) (sur l'album Take No Prisonners)
- Kevin Hearns (Barenaked Ladies) (sur l'album Take No Prisonners)
- Kevin Quain (The Mad Bastards) (sur l'album Take No Prisonners)
- Damhnait Doyle (Shaye) - chant (sur l'album Take No Prisonners)
- Jake Burns (Stiff Little Finger) guitare solo (sur la chanson Angels and Devils de l'album Angels and Devils)
- Ken Casey (Dropkick Murphy's) - chant (sur la chanson Spanish Lady de l'album Angels and Devils)
- Greg Keelor (Blue Rodeo) (sur l'album Angels and Devils)
- Rene de la Muerte et Colin Irvine (The Brains) (sur l'album Angels and Devils)
- Jonathan Moorman (Bodh’aktan) (sur l'album Angels and Devils)
- David Gossage (Solstice) (sur l'album Angels and Devils)
- Felicity Hamer (United Steel Workers of Montreal)
- Mary Margaret O'Hara
- Colin Cripps (Crash Vegas, Kathleen Edwards)
- Ian Thornley (Big Wreck, Thornley)